# 루페르쿠스
루페르쿠스(라틴어: Lupercus)는 고대 로마의 풍요의 신, 결실의 신, 목양신이다. 그리스 신화의 Faunus(동물 농경을 수호하는 숲의 신), Pan(염소의 뿔과 다리를 가지고 음악을 좋아하는 숲과 목양의 신)과 동일 시 된다.
고대 로마에서는 음력 2월 15일 보름달이 뜨는날 루페르쿠스 신을 모시는 제전이 있었다. 
이 제전에서는 신에게 제사를 지낸 산양의 피를 묻힌 가죽끈이 있었고 그 가죽끈을 februa 라고 불렀다. 
이 가죽끈은 만지는 사람의 부정을 막아주었다.